# Funes (Navarra)
Funes es una villa y un municipio español situado en la Comunidad Foral de Navarra, encontrándose ubicado en la merindad de Olite, en la Ribera Arga-Aragón y a 62 kilómetros de la capital regional, Pamplona.

## Toponimia
La etimología del nombre, aunque existen discrepancias, parece que procede del latín finis ('límite'); Menéndez Pidal menciona en sus estudios varios derivados de fines en toponimia: Ines, al sur de Osma, y Fines en la Provincia de Almería, pero no los relaciona con esta localidad. Otros la han relacionado con raíces árabes. En España y en lugares tan diferentes como la Región de Murcia y Galicia existen homónimos, aunque en la Región de Murcia estuvo en la égida árabe, no lo fue así Galicia.
Hay quien asegura que puede tener significado de cuerda o maroma, que se corta y puede ser posible en orden a la orografía del terreno veteado de cortados. También se le achaca a la distribución lineal del poblado primigenio, entre las peñas y el río.
En las documentaciones más antiguas, aparecen las siguientes formas y variantes al-Funs en 888; Funis en 1033; Funes en 1036; Funs en 1158; Funnes en 1268; Funibus en 1312.
Por la primera acepción al-Funs, arabizada, puede quedar la remota esperanza de que el nombre pudiera venir de fundo, del latín fundus, que significa heredad o finca.
Su gentilicio es funesino en masculino y funesina en femenino, siendo conocidos como los funeses por el resto de navarros.

## Geografía
Se encuentra situada en la zona meridional de Navarra, en el partido judicial de Tafalla haciendo límite con la comunidad autónoma de la Rioja de la que le separa el río Ebro.
Limita en la parte riojana, con el municipio de Rincón de Soto, y en cuanto a Navarra, con Milagro, Villafranca, Marcilla, Peralta y Azagra.
El nivel medio de altitud sobre el nivel del mar en Funes son 316 metros. Este municipio puede presumir de estar regado por tres importantes cauces: además del Ebro, el río Aragón y el río Arga, el cual es el río que cruza la población y la divide en dos partes bien diferenciadas en cuanto a textura del terreno.
Se tiene constancia de que tanto el Aragón-Arga, como el Ebro fueron navegables, los dos primeros hasta esta villa y el último hasta Logroño.

## Historia
Los restos y vestigios la sitúan en el tiempo de la dominación  romana, por cuanto existen restos hallados y excavados de una importante bodega, precisamente a las orillas del río que dio nombre a la península ibérica; también restos importantes de domus o asentamientos en diferentes localizaciones, dentro del término, así como enterramientos.
En el siglo XI fue centro de uno de los distritos de tenencias de la frontera con los musulmanes. El rey Alfonso I el Batallador concedió a sus pobladores, junto a Peñalén y Marcilla, el Fuero de Calahorra en 1110.
Tuvo una importante aljama judía favorecida por el rey Sancho el Sabio en 1171, que fue arruinada en los disturbios de 1328. En 1378 fue asolada por el ejército castellano, y quedó un tiempo deshabitada pues el vecindario emigró en su totalidad a Peralta.
La villa fue donada en 1430 al magnate Pierres de Peralta, pasando en el siglo siguiente al señorío de los marqueses de Falces.

## Demografía
Funes cuenta con una población de 2558 habitantes (INE 2024).
| Gráfica de evolución demográfica de Funes entre 1842 y 2021                                                         |
| |
| Población de derecho según los censos de población del INE Población de hecho según los censos de población del INE |

## Administración y política
| Partido político                                        | 2019               | 2019               | 2015  | 2015       | 2011  | 2011       | 2007  | 2007       | 2003  | 2003       | 1999  | 1999       | 1995  | 1995       | 1991  | 1991       |
| Partido político                                        | %                  | Concejales         | %     | Concejales | %     | Concejales | %     | Concejales | %     | Concejales | %     | Concejales | %     | Concejales | %     | Concejales |
| Navarra Suma (NA+)                                      | 80,43              | 11                 | —     | —          | —     | —          | —     | —          | —     | —          | —     | —          | —     | —          | —     | —          |
| Unión del Pueblo Navarro (UPN)                          | Navarra Suma (NA+) | Navarra Suma (NA+) | 45,81 | 5          | 31,83 | 4          | 53,03 | 6          | 67,91 | 8          | 51,77 | 6          | 48,79 | 5          | 39,43 | 4          |
| Partido Popular (PP)                                    | Navarra Suma (NA+) | Navarra Suma (NA+) | 20,52 | 2          | 34,91 | 4          | —     | —          | —     | —          | —     | —          | —     | —          | —     | —          |
| Agrupación Progresista Independiente de Funes (APIF)    | —                  | —                  | 31,65 | 4          | 31,04 | 3          | —     | —          | —     | —          | —     | —          | —     | —          | —     | —          |
| Partido Socialista de Navarra (PSN-PSOE)                | —                  | —                  | —     | —          | —     | —          | 15,15 | 1          | 25,66 | 3          | 11,06 | 1          | —     | —          | 20,24 | 2          |
| Agrupación Electoral Independiente Villa de Funes (AEI) | —                  | —                  | —     | —          | —     | —          | 30,65 | 4          | —     | —          | —     | —          | —     | —          | —     | —          |
| Unión Progresista Independiente de Funes (UPI-F)        | —                  | —                  | —     | —          | —     | —          | —     | —          | —     | —          | 35,78 | 4          | 50,1  | 6          | 39,96 | 5          |